# The Toaster Project
The Toaster Project est un projet lancé en 2010 par le designer Thomas Thwaites (en), consistant à fabriquer un grille-pain à partir des matériaux de base, le plus brut possible. Pour cela, Thomas Thwaites s'est procuré du fer, du cuivre et du mica dans des mines désaffectées, puis du plastique fondu, et a tenté en utilisant des techniques artisanales de reproduire les composants clés de l'appareil.
Ce projet s'est étalé sur 9 mois, s'est conclu sur un grille-pain capable de s'allumer, mais visuellement très éloigné du grille-pain pris pour modèle. Il est qualifié de monstrueux par de nombreux observateurs. De plus, le grille-pain a grillé au bout de quelques minutes.

## Origine du projet
Thomas Thwaites explique avoir voulu déconstruire la société, c'est-à-dire montrer à quel point une société évoluée ne peut l'être que par rapport au reste d'elle-même. Ainsi, une personne qui veut fabriquer un objet neuf est dépendant des fournisseurs des éléments transformés intermédiaires, le long d'une chaîne de transformation. Thomas Thwaites a donc tenté de reproduire seul toute cette chaîne.
Il a sélectionné un grille-pain en hommage à la citation de Douglas Adams dans l'ouvrage Globalement inoffensive : « Left to his own devices he couldn’t build a toaster. He could just about make a sandwich and that was it. » ("Laissé à ses seuls moyens, il n'était même pas capable de construire un grille-pain. Tout juste pouvait-il faire un sandwich"), exprimant l'état d'esprit d'Arthur Dent après avoir compris que malgré sa supériorité technologique théorique sur les habitants de sa nouvelle planète, il ne pourrait pas prétendre les gouverner faute de compétences pratiques.

## Réalisation du projet
Thomas Thwaites achète un grille-pain à bas coût (moins de £3), le démonte, et tente de reproduire un à un les composants. Il découvre plus de 400 pièces différentes dans le grille-pain, et réduit son ambition aux éléments principaux.

### Acier
Il se fournit en matière première directement dans des mines, tente de reproduire un four pour transformer le fer en acier en utilisant un souffleur à feuilles mortes en guise de Soufflet. Cette technique échouant, il transforme un four à micro-ondes pour fondre le fer et coule l'acier dans un moule en bois.

### Cuivre
Il fabrique des broches et des fils de cuivre à partir de cuivre en suspension dans l'eau d'une mine.

### Plastique
Après avoir échoué à obtenir du pétrole brut, Thomas Thwaites décide d'utiliser du plastique recyclé, considérant que les décharges et autres usines de récupération seront les mines de la prochaine génération. Il fait fondre un bloc de plastique et le moule grâce à une bille de bois évidée.

## Résultat
À l'issue du projet, Thomas Thwaites publie un livre et réalise une conférence. Le principal enjeu du projet et du livre n'est certainement pas de fabriquer un appareil, mais plutôt de prendre conscience de plusieurs aspects de notre société : non seulement la complexité de la chaîne de fabrication, telle que pré-sentie à l'origine du projet, mais également toute une série de prises de consciences sur l'inadéquation entre les théories et la pratique, sur l'omniprésence du plastique, sur la transformation de la planète par l'homme y compris dans ses couches minérales souterraines...